# Solomonilla mirabilis
Solomonilla mirabilis là một loài ruồi trong họ Tachinidae.